# Родовище первинних каолінів «Біла Балка»
Родовище первинних каолінів «Біла Балка» розташоване за 2 кілометри на захід від с. Трудове Волноваського району Донецької області.
Площа родовища займає схили балки Білої, що впадає в б. Ярцузи — притока р. Мокрі Яли. Землі орні й незручні землі. Землекористувач — КСП ім. Чапаєвва (м Волноваха).
У 2-х км від родовища проходить асфальтована дорога. Залізнична станція Волноваха знаходиться в 10 км на схід від родовища.
Родовище розвідане трестом «Укргеолнеруд» в 1953 р. для Главнеметруда як сировина для виробництва паперу та тонкої кераміки. Оцінка якості каолінів проводилася згідно з вимогами тогочасних ГОСТів, відповідно — 6138-52 і 21286-52.
Корисна копалина представлена пластовим покладом первинного каоліну, що утворився за рахунок вивітрювання кристалічних порід докембрія (граніти, магматити, гнейси).
Потужність каолінового покладу коливається від 0,8 до 46,8 м, становлячи в середньому 22 м. Розкривні породи представлені ґрунтом, суглинками і червоно-бурими глинами середньою потужністю 6,7 м.
Каолін-сирець складається з каолініту, кварцу та слюди. Каолін на 96 % складається з каолініту, слюди — 2 %, кварцу — 0,5 і рутилу — 0,3 %.
У вертикальному розрізі поклад має зональну будову і представлений нормальними і лужними каолінами. Спостерігається погіршення якості (за вмістом оксиду заліза) до підошви покладу.
Середньозважені вмісту заліза і титану в контурі підрахунку запасів становлять:
- за нормальними каолінами, відповідно, 040 % і 0,78 %;
- по лужних («содовим») каолінам, відповідно, 0,52 % і 0,71 %.

Вміст окису кальцію становить 0,65 %, а триоксиду сірки — 0,23 %.
Заводськими випробуваннями встановлено, що каолін родовища можна збагачувати мокрим і сухим способом. Вихід каоліну при мокрому способі становить 62 %, при сухому — 51 %. Головну роль у складі механічних домішок відіграє грубозернистий кварцовий пісок.
Природна вологість коливається від 14 до 25 %, в середньому становлячи 19,4 %.
Велика частина поклади обводнена. Максимальні прогнозні притоки води в кар'єр становить близько 3969 м3/добу.
Розкривні породи — суглинки і червоно-бурі глини придатні для виготовлення будівельної цегли марки «100», а відходи від збагачення каолінів — в абразивній промисловості, в бетонному і скляному виробництві.
На площі родовища виділяється ділянка, сприятлива з видобутку каоліну для тонкої кераміки з запасами першого і другого сортів каоліну близько 80 % від загальних запасів кондиційних каолінів. Ділянка розташована уздовж правого схилу балки шириною 280 і довжиною 700 м з такими середніми параметрами:
- потужність розкриву — 4,9 м;
- потужність каолінів для кераміки — 14,7 м;
- загальна потужність каолінів — 22,1.

Поклади каолінів, придатних для тонкої кераміки, становлять 6,5 млн тонн.
При цьому необхідно зазначити, що на північну частину родовища доводиться 17,3 млн т запасів каоліну, тобто майже 50 % загальних запасів. Південна ділянка, найбільш детально розвідана і займає значно меншу частину родовища (36 га), характеризується приблизно рівною кількістю запасів каоліну (16,2 млн т), причому на площу цієї ділянки припадає близько 50 % запасів категорії А, 50 % — категорії В і 40 % категорії С.